# Bernard III Gros de Brancion
Bernard III Gros de Brancion (? - Palestine après 1146), dit « Bernard d'Uxelles » à partir de 1117, seigneur d'Uxelles et de Brancion.

## Biographie
Il est le fils de Landry Ier Gros de Brancion et de N... de Malay.
Il se croise en 1116 et à son retour fait plusieurs dons à l'abbaye de La Ferté. En 1145 il part pour la deuxième croisade avec Hugues de Neublans, dit « l'Abandonné », seigneur de Brancion, arrière petit-fils de Warulfe II, dit « Garoux », et d'Alsoendis ou d'Aremburga. Hugues ne reviendra pas de cette aventure, aussi ses possessions seront-elles reprises par Bernard de Brancion.

## Mariage et succession
Il épouse avant 1100 Ermengarde/Ermentrude, fille de Thierry II de Lorraine et de Gertrude de Flandre, de qui il a :
- Henri ;
- Josserand II Gros de Brancion ;
- Seguin[7] ;
- Sofrid ;
- un fils qui a Josserand de Brancion[8] ;
- un fils qui a Seguin de Brancion[9] ;
- Landry[10] ;
- une fille qui a Seguin de la Sale[11] ;
- une fille.